# Daniel Bourdon (écrivain)
Pour les articles homonymes, voir Daniel Bourdon et Bourdon.
Daniel Bourdon, né en 1944, est un écrivain et artiste français,.

## Publications

### Récits, fictions (aux Éditions Fata Morgana)
- Les Gardiens du territoire, 1999.
- La Dispersion, 2002[3].
- L'Opuscule, 2004.
- Abécédaire, 2006.
- Lettre morte, 2007.
- L'Extase du dilettante, 2011.
- L'Intendant, 2012.
- Le Cas Alpha, 2017[4].
- L'Indistinct, 2021.
- Orinoco, 2023[5],[6].

### Livres d'artiste
- Becs et Ongles, peintures d'Enán Burgos, 2005.
- Le Sacrifice, peinture de Philippe Hélénon, 2008.
- L'Expédition, dessins de Philippe Hélénon, 2016.
- Statu quo, peinture de Jan Voss, 2019.

### Traductions
- Rafael Cadenas, Fausses manœuvres, Fata Morgana, 2003.
- Alfredo Chacón, Et ce qui reste, Monte Avila, 2008.